# سوسکچه خرطوم‌دار آنثونوموس مورتیسینوس
سوسکچه خرطوم‌دار آنثونوموس مورتیسینوس (نام علمی: Anthonomus morticinus) نام یک گونه از تیره سوسکچه‌های خرطوم‌دار است.